# Nosate
Nosate település Olaszországban, Lombardia régióban, Milánó megyében. Lakosainak száma 645 fő (2023. január 1.). Nosate Cameri, Turbigo, Lonate Pozzolo, Bellinzago Novarese és Castano Primo községekkel határos.

## Népesség
A település lakossága az elmúlt években az alábbi módon változott:
| Lakosok száma | 696  | 682  | 667  | 645  |
|               | 2013 | 2017 | 2018 | 2023 |